# Mauritianum

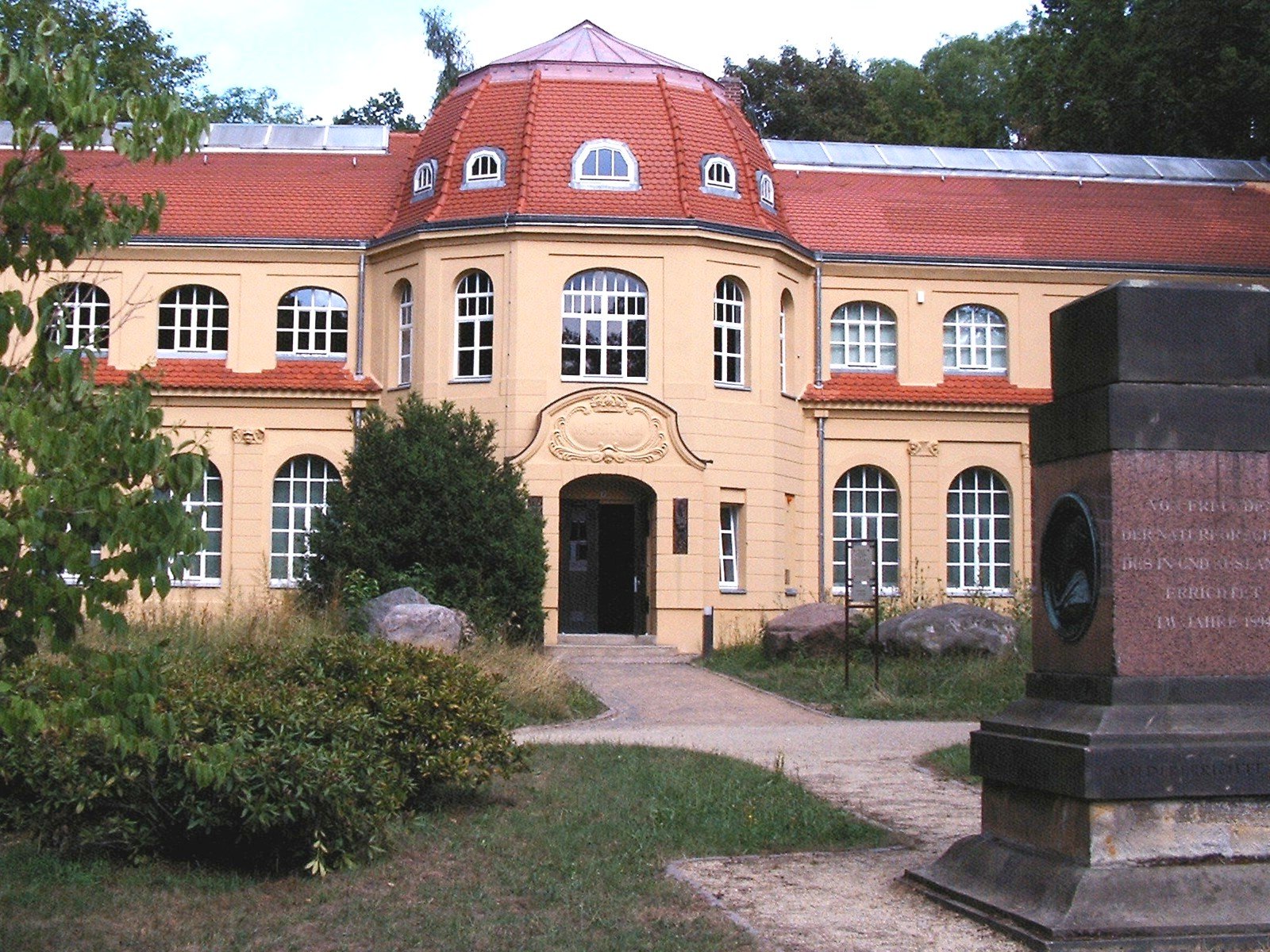
Das Mauritianum in Altenburg

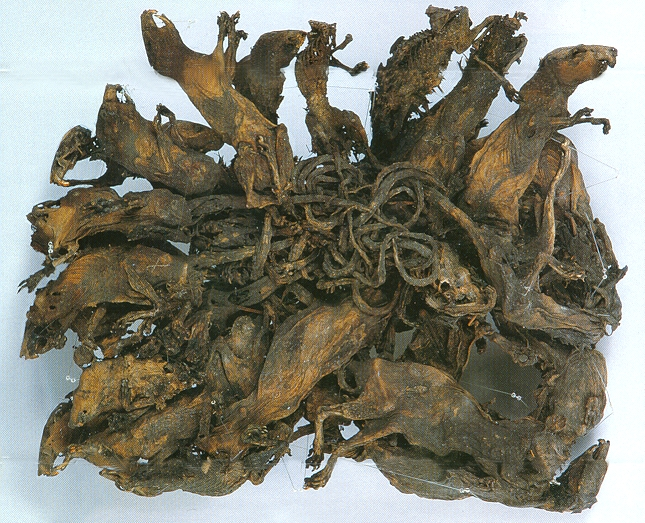
Der weltweit größte Rattenkönig

Das Mauritianum ist ein naturkundliches Museum in Altenburg (Thüringen).

## Geschichte
Nachdem die naturwissenschaftliche Sammlung und die Bibliothek der 1817 gegründeten Naturforschenden Gesellschaft des Osterlandes über Jahre hinweg in verschiedenen ungeeigneten Domizilen in der Stadt Altenburg untergebracht waren, beschloss der Landtag des Herzogtums Sachsen-Altenburg auf Antrag der Staatsregierung die Finanzierung eines Museumsneubaus. Die herzogliche Familie stellte einen Bauplatz am Rand des Altenburger Schlossgartens zur Verfügung. Der jetzige Bau wurde 1907/08 nach Plänen des sachsen-altenburgischen Staatsbaudirektors Alfred Wanckel errichtet und im Jahr 1908 seiner Bestimmung übergeben. Das Museum ist nach dem 1907 verstorbenen Präsidenten der Naturforschenden Gesellschaft des Osterlandes Prinz Moritz von Sachsen-Altenburg, einem Bruder des regierenden Herzogs Ernst I., benannt.
In den Jahren 2004 und 2005 wurde es grundlegend saniert und beherbergt neben den Versammlungsräumen der noch heute existierenden Naturforschenden Gesellschaft des Osterlandes eine Sammlung von etwa 40.000 Objekten, deren bekanntestes das weltweit größte Exemplar eines Rattenkönigs ist.
Im Jahr 2011 erhielt das Museum etwa 1500 ethnologische Gegenstände zurück, die sich über Jahrzehnte als Leihgaben im Julius-Riemer-Museum in Wittenberg befunden hatten.

## Sonstiges
Die naturkundlich-heimatgeschichtliche Zeitschrift „Mauritiana“ hat einen historischen Bezug zur Naturforschenden Gesellschaft des Osterlandes (zu Altenburg): Sie ist die Fortsetzung der seit 1837 erschienenen „Mittheilungen aus dem Osterlande“ und wird vom Museum Mauritianum in Altenburg herausgegeben.